# Scorpaenopsis insperatus
Scorpaenopsis insperatus és una espècie de peix pertanyent a la família dels escorpènids.

## Descripció
- Fa 4,9 cm de llargària màxima.
- Nombre de vèrtebres: 24.[5]

## Hàbitat
És un peix marí, demersal i de clima subtropical que viu fins als 14 m de fondària en fons sorrencs.

## Distribució geogràfica
Es troba al Pacífic sud-occidental: Austràlia.

## Observacions
És inofensiu per als humans.